# Rafał Rajkowski
Rafał Piotr Rajkowski (ur. 5 sierpnia 1973 w Przytyku) – polski samorządowiec, nauczyciel i urzędnik, w latach 2014–2015 wiceprezydent Radomia, od 2015 członek zarządu województwa mazowieckiego, od 2018 w randze wicemarszałka.

## Życiorys
Syn Jana i Aliny. Absolwent Technikum Budowlanego w Radomiu i studiów nauczycielskich na Akademii Wychowania Fizycznego Józefa Piłsudskiego w Warszawie. Kształcił się na menedżerskich studiach podyplomowych w Szkole Głównej Handlowej oraz na studiach typu MBA w Wyższej Szkole Biznesu im. Biskupa Jana Chrapka w Radomiu. Ukończył kurs dla kandydatów do rad nadzorczych spółek Skarbu Państwa.
Pracował jako nauczyciel wychowania fizycznego w Publicznym Gimnazjum nr 10 w Radomiu i w Publicznym Gimnazjum w Zakrzewie. W 2007 został wicedyrektorem Mazowieckiej Regionalnej Organizacji Turystycznej (MROT). W latach 2010–2014 pozostawał kierownikiem Delegatury Urzędu Wojewódzkiego w Radomiu i radcą wojewody mazowieckiego. W 2011 zasiadł w zarządzie MROT, odpowiadając za promocję województwa. Współzałożyciel i członek zarządu Lokalnej Organizacji Turystycznej Południowego Mazowsza.
Jest członkiem Platformy Obywatelskiej, w 2017 objął funkcję jej przewodniczącego w Radomiu. Od grudnia 2014 do listopada 2015 sprawował funkcję wiceprezydenta Radomia, odpowiedzialnego za biznes. W 2014 bez powodzenia kandydował do sejmiku mazowieckiego (mandat objął w 2015 w miejsce wybranego do Sejmu Leszka Ruszczyka). 23 listopada 2015 został wybrany w skład zarządu województwa, odpowiadając za infrastrukturę drogową, kolejową, lotniczą oraz nieruchomości. Ponownie zasiadał w sejmiku po wyborach z 2018 i 2024. 19 listopada 2018 i 10 czerwca 2024 obejmował funkcję wicemarszałka w kolejnych zarządach województwa. Wszedł w skład rad nadzorczych spółek samorządowych Szybka Kolej Miejska w Warszawie oraz Przedsiębiorstwo Wodno Kanalizacyjno Ciepłownicze w Pionkach.